# Кузнецов, Сергей Владимирович (серийный убийца)
Сергей Владимирович Кузнецов (род. 1974, Куйбышев, Куйбышевская область, РСФСР, СССР) — российский серийный убийца и грабитель, совершивший в период с ноября 2007 по январь 2008 года 6 убийств на территории города Самары. Признан невменяемым и отправлен на принудительное лечение.

## Биография

### Детство и юность
Родился в Куйбышеве в 1974 году. Рос в полной семье, имел старшего брата. С детства проявлял признаки психического расстройства и демонстрировал девиантное поведение. Характеризовался замкнутым. В 14 лет совместно с братом совершил нападение на водителя такси, сопряжённое с разбоем, за что был поставлен на учёт в психоневрологическом диспансере. В 1992 году Кузнецов совершил покушение на убийство и по приговору суда был направлен на принудительное лечение в специализированную психиатрическую больницу. В последующие годы уголовному преследованию не подвергался.
Проживал в микрорайоне Кирзавод в Куйбышевском районе Самары. Также имел во владении гараж и жильё в селе Купино в Безенчукском районе Самарской области. На протяжении многих лет Кузнецов имел страсть к патологическому накопительству. Будучи безработным и испытывая проблемы с психическим здоровьем, он проводил много времени копаясь на помойках, с которых в больших количествах тащил домой поношенные вещи, стеклянные бутылки и прочий хлам.

### Убийства
Первое преступление Кузнецов совершил в сентябре 2007 года, однако, несмотря на тяжёлое отравление, жертва выжила. В течение последующих нескольких месяцев Кузнецов убил 6 человек. При совершении преступлений Кузнецов продемонстрировал свой характерный почерк. В качестве жертв он выбирал мужчин среднего и пожилого возраста, зачастую находившихся в состоянии алкогольного опьянения. Он знакомился с ними на улице и в ходе разговора предлагал выпить. Обладая рецептами на тяжёлые снотворные, Кузнецов заранее подмешивал их в бутылку с алкогольным напитком. В результате принятия несовместимой смеси спиртного и лекарств жертвы впадали в полубессознательное состояние, после чего Кузнецов на общественном транспорте вывозил их в район остановки совхоза «Волгарь», где грабил, душил и бросал в лесополосе. Добычей преступника становились небольшие суммы денег, одежда, мобильные телефоны и документы. Награбленное Кузнецов не сбывал, а хранил в своей квартире в куче мусора.
Убийства произошли 30 ноября, 14, 19, 20, 29 декабря 2007 года и в январе 2008 года. Следователи довольно быстро связали все уголовные дела в одно, и для расследования серии была сформирована следственно-оперативная группа.

### Арест, следствие и суд
Один из похищенных у жертв сотовых телефонов Кузнецов поначалу выключил, однако через какое-то время решил подарить его своей подруге Ольге Табачковой, по невыясненной причине не вытащив из него сим-карту. Вскоре жена пропавшего без вести мужчины вновь позвонила на телефон мужу, и Табачкова взяла трубку, после чего милиции удалось установить кто пользуется телефоном. Табачкова была допрошена, рассказав, что телефон ей подарил знакомый Сергей Кузнецов. На основании этого факта в феврале 2008 года он был арестован. В квартире Кузнецова в Купино был проведён обыск. Были найдены ряд вещей, принадлежавших жертвам, в том числе стопка паспортов убитых мужчин. Также нашли документы ещё двух человек, ранее убитых в Самаре, но впоследствии доказать причастность Кузнецова к этим убийствам не удалось. По версии следствия, он совершил их с сообщниками в 2005—2006 годах.
Поначалу Кузнецов отпирался, заявляя, что нашёл эти вещи на свалке, но вскоре начал давать признательные показания. 6 мая 2009 года стартовал судебный процесс. В то же время Кузнецов был направлен на судебно-психиатрическую экспертизу в Казань, по результатам которой был признан вменяемым, однако участники суда усомнились в психическом здоровье Кузнецова и в июне он был направлен на повторное обследование в «Государственный научный центр социальной и судебной психиатрии имени Сербского». На основании результатов ряда психиатрических экспертиз было установлено, что Кузнецов страдает шизофренией в особо опасной форме, из-за чего в момент совершения преступлений он не мог осознавать характер и общественную опасность своих действий. Также он был признан временно недееспособным и направлен на лечение в специализированный стационар закрытого типа.
Когда срок лечения Кузнецова истёк, его вновь этапировали в самарский СИЗО № 1. 17 ноября 2011 года, по окончании судебных разбирательств, Кузнецов был признан виновным в 6 убийствах, трёх грабежах, причинении тяжкого вреда здоровья и хищении документов, после чего суд освободил его от уголовной ответственности и в очередной раз направил на принудительное лечение в одну из психиатрических больниц специализированного типа с интенсивным наблюдением.

## В массовой культуре
- Документальный фильм «Старьёвщик» из цикла Криминальные хроники (2012)